# Dimítrios Kiousópoulos
Dimítrios Kiousópoulos (en grec moderne : Δημήτριος Κιουσόπουλος) est un juriste et un homme politique grec, né à Andrítsena (en Élide) en 1892 et mort en 1977. Il fut procureur de la Cour Suprême, puis Premier ministre de Grèce, de mars à mai 1952.